# 4525 Johnbauer
Johnbauer (asteróide 4525) é um asteróide da cintura principal, a 2,062484 UA. Possui uma excentricidade de 0,198834 e um período orbital de 1 508,67 dias (4,13 anos).
Johnbauer tem uma velocidade orbital média de 18,56345022 km/s e uma inclinação de 13,54339º.
Este asteróide foi descoberto em 15 de Maio de 1982 por Eleanor Helin, Eugene Shoemaker, P. D. Wilder.